# Ан Сејунг
Ан Сејунг (корејски: 안세영; Хања: 安洗瑩; рођена 5. фебруара 2002.) је јужнокорејска бадминтонисткиња из Квангџуа, која је освојила златну медаљу на Олимпијским играма 2024. године у категорији жене појединачно. Њу је БВФ прогласио за играча године који највише обећава у 2019. године и за играча године 2023. године. Освојила је златну медаљу на Свјетском првенству 2023. године, уписавши историју као прва корејска женска играчица која је освојила титулу на Свјетском првенству. Потом је освојила златну медаљу у категорији жене појединачно на Азијским играма 2022. године. Ан је такође била дио јужнокорејских тимова који су освајали златне медаље на Убер купу 2022. и на Азијским играма 2022. године.
Године 2018, Ан је изабрана да се придружи националном тиму и постала је први ученик средње школе у репрезентацији Јужне Кореје. Била је дио националног јуниорског тима који је освојио титулу у мјешовитом тиму на јуниорском првенству Азије 2017. године. Касније је представљала своју земљу на Убер купу 2018 године у Бангкоку и на Азијским играма у Џакарти, помажући тиму да освоји бронзану медаљу. Године 2019. освојила је своју прву титулу БВФ Свјетска турнеја на Супер 300 Отвореном првенству Новог Зеланда, побједивши у финалу освајача златне олимпијске медаље 2012. године Ли Ксуеруи.

## Биографија
Ан Сејунг је рођена у спортској породици - њени родитељи су играли бадминтон из хобија, њен отац је такође био боксер. На бадминтон је сама дошла док је ишла у основну школу.
Са 15 година постала је репрезентативка Републике Кореје. Као репрезентативка освојила је бронзану медаљу на Свјетском јуниорском првенству (2017). Следеће године учествовала је на Убер купу и Азијским играма, на којима је на првој освојила тимску бронзу.

## Каријера
Ан Сејунг је ишла у своје прво међународно такмичење када је имала само 13 година, учествујући на јуниорском првенству Азије 2015. године гдје је завршила као четвртфиналиста појединачно и у пару за дјевојчице до 15 година. Ан је освојила своју прву међународну јуниорску титулу на У15 Кореа Јуниор Опен-у 2015. године. Ан је све више доминирала на У15 јуниорским турнирима 2016. године, освајајући титулу у појединачној конкуренцији дјевојчица на Отвореном првенству Џакарте за јуниоре, Јаја Раја Јуниор Гранд При, Азијско јуниорско првенство и Кореју Јуниор Опен; такође је освојила титулу у женском пару на Великој награди Јаја Раја за јуниоре и Отвореном првенству Кореје за јуниоре.
Године 2017. Ан Сејунг се такмичила у конкуренцији У17 и У19, гдје је успјела да освоји У17 Кореа Јуниор Опен, али на Азијском и Свјетском јуниорском првенству није освојила ниједну медаљу у појединачној дисциплини. У међувремену, у мјешовитом тиму, Ан је успела да помогне свом тиму да освоји титулу јуниорског мјешовитог тима Азије и такође је освојила бронзану медаљу на Свјетском јуниорском првенству. Крајем године, Ан, са својих 15 година, изабрана је за национални сениорски тим, поставши први ученик средње школе који се придружио репрезентацији Јужне Кореје.
Тада јој је повјерено да појача репрезентацију Јужне Кореје на Азијским играма 2018. године, али није успјела да освоји ниједну медаљу у појединачној или екипној дисциплини. У Индонезија Интернатионал Челенџу 2018. године, Ан је успјела да дође до посљедње рунде. Затим је освојила своју прву сениорску међународну титулу на Ирско отворено првенство у бадминтону 2018. године, побједивши сународницу Ким Гаеун у финалу.
Ан Сејунг је освојила своју прву титулу на Свјетској турнеји на Отвореном првенству Новог Зеланда 2019. године, побједивши у финалу освајачицу златне олимпијске медаље 2012. године Ли Сјуеруи из Кине. Њени пробоји су настављени освајањем Отвореног првенства Канаде, Акита Мастерса 2019. године Отвореног првенства Француске и Кореа Мастерса. Стално побољшавајући учинак који је показала 2019. године довео ју је до 10 најбољих у категорији жене појединачно на свјетској ранг-листи БВФ. Као признање за њена достигнућа, БВФ ју је наградио титулом најперспективнијег играча за 2019. годину.
Због КОВИД-19, Ан је учествовала на само пет турнира 2020. године, а њен најбољи резултат је био друго мјесто на Тајланд Мастерсу 2020. године и заједно са националним тимом освојила је сребрну медаљу на екипном првенству Азије за жене 2020. године. Године 2021., у свом дебију на Олимпијским играма, елиминисана је у четвртфиналу од Чен Јуфеј. Ан је тада остварила своје прво финале на Супер 1000 турниру, Денмарк Опен, али није могла да заврши меч са Аканом Јамагучи, и морала је да се задовољи са другим мјестом. На Индонезијском бадминтон фестивалу одржаном на Балију, Ан је успела да победи на сва три турнира након што је у финалу победила Јамагучи на Индонезија Мастерсу, Рачанок Интанон на Индонезија Опен-у и П. В. Синдху у Финалу Свјетске турнеје у бадминтону 2021. године.
Године 2022, Ан је стигла до пет финала на БВФ Ворлд Тоур, победивши на Кореа Опен-у, Малезији Мастерс, и Аустралијан Опену; и такође завршила као другопласирана на Отвореном првенству Енглеске и Јапана. Такође је освојила бронзане медаље у категорији жене појединачно на Азијском и Свјетском првенству. Заједно са женским тимом Јужне Кореје освојила је Убер куп.
Означена као огромна прекретница за корејски бадминтон, 2023. године Ан је постала је Корејка која је освојила титулу светског шампиона на БВФ Светском првенству 2023. у категорији жене појединачно и била је прва Корејанка која је победила на Азијским играма у традицији дугој 29 година у истој категорији. Освојила је и златну медаљу у женском тиму на Азијским играма. На БВФ свјетској турнеји, освојила је осам титула у десет одиграних финала, и 1. августа 2023. године била на првом мјесту у рангу у категорији жене појединачно.
У првој половини сезоне 2024. године, Ан је одиграла седам појединачних турнира, освојила 3 титуле на такмичењима у Малезији, Француској и у Сингапуру, и такође постала финалиста Индонезија Опен-а. Освојила је златну медаљу у финалу у категорији жене појединачно на Олимпијским играма у Паризу 2024., побједивши Кинескињу Хе Бингђао са 2-0, што је прво злато Јужне Кореје у овој дисциплини од побједе Банг Соо Хјун 1996. године.

## Спортска постигнућа

### Олимпијске игре
Категорија жене појединачно
| Година | Мјесто одржавања такмичења               | Противница | Бодови       | Резултат |
| ------ | ---------------------------------------- | ---------- | ------------ | -------- |
| 2024.  | Порт де ла Шапел Арена, Париз, Француска | Хе Бинђао  | 21–13, 21–16 | Злато    |

### Свјетска првенства
Категорија жене појединачно
| Година | Мјесто одржавања такмичења                          | Противник      | Бодови       | Резултат |
| ------ | --------------------------------------------------- | -------------- | ------------ | -------- |
| 2022.  | Метрополитска спортска дворана Токија, Токио, Јапан | Акане Јамагучи | 19–21, 12–21 | Бронза   |
| 2023.  | Ројал Арена у Копенхагену, Копенхаген, Данска       | Каролина Марин | 21–12, 21–10 | Бронза   |

### Азијске игре
Категорија жене појединачно
| Година | Мјесто одржавања такмичења           | Противник | Бодови             | Резултат |
| ------ | ------------------------------------ | --------- | ------------------ | -------- |
| 2022.  | Спортска хала Бинцанг, Хангџоу, Кина | Чен Јуфеј | 18-21, 21-17, 21–8 | Злато    |

### Првенство Азије
Категорија жене појединачно
| Година | Догађај                                                                      | Противник  | Бодови              | Резултат |
| ------ | ---------------------------------------------------------------------------- | ---------- | ------------------- | -------- |
| 2022.  | Спортски комплекс Мунтинлупа, Метро Манила, Филипини                         | Ванг Жији  | 21–10, 12–21, 16–21 | Бронза   |
| 2023   | Затворена дворана шеика Рашида бин Хамдана, Дубаи, Уједињени Арапски Емирати | Тај Цујинг | 10–21, 14–21        | Сребро   |

### Свјетска турнеја Свјетске бадминтон федерације (22 титуле, 8 другопласираних)
Свјетска турнеја BWF, која је најављена 19. марта 2017. године и реализована 2018. године, је серија елитних бадминтон турнира које је одобрила Светска федерација за бадминтон. BWF свјетска турнеја је подјељена на нивое финала Свјетске турнеје, Супер 1000, Супер 750, Супер 500, Супер 300 и БСФ Тур Супер 100.
Категорија жене појединачно
| Година | Турнир                      | Ниво                   | Противник                 | Бодови                       | Резултат       |
| ------ | --------------------------- | ---------------------- | ------------------------- | ---------------------------- | -------------- |
| 2019.  | Њу Зиланд Опен              | Super 300              | Ли Ксуеруј                | 21–19, 21–15                 | Побједница     |
| 2019.  | Канада Опен                 | Super 100              | Ванг Џији                 | 21–15, 22–20                 | Побједница     |
| 2019.  | Хајдерабад Опен             | Super 100              | Јео Ђа Мин                | 21–12, 17–21, 19–21          | Другопласирана |
| 2019   | Акита Мастерс               | Super 100              | Харуко Сузуки             | 21–10, 17–21, 21–14          | Побједница     |
| 2019.  | Френч Опен                  | Super 750              | Каролина Марин            | 16–21, 21–18, 21–5           | Побједница     |
| 2019.  | Кореја Мастерс              | Super 300              | Сунг Ђихјун               | 21–13, 21–17                 | Побједница     |
| 2020.  | Тајланд Мастерс             | Super 300              | Акане Јамагучи            | 16–21, 20–22                 | Другопласирана |
| 2021.  | Денмарк Опен                | Super 1000             | Акане Јамагучи            | 21–18, 23–25, 5–16 у пензији | Другопласирана |
| 2021.  | Индонезија Мастерс          | Super 750              | Акане Јамагучи            | 21–17, 21–19                 | Побједница     |
| 2021.  | Индонезија Опен             | Super 1000             | Ратчанок Интанон          | 21–17, 22–20                 | Побједница     |
| 2021.  | BWF Финале свјетске турнеје | Финале светске турнеје | П. В. Синдху              | 21–16, 21–12                 | Побједница     |
| 2022.  | Ол Ингланд Опен             | Super 1000             | Акане Јамагучи            | 15–21, 15–21                 | Другопласирана |
| 2022.  | Кореја Опен                 | Super 500              | Порнпави Чочувонг         | 21–17, 21–18                 | Побједница     |
| 2022.  | Малезија Мастерс            | Super 500              | Чен Јуфеј                 | 21–17, 21–5                  | Побједница     |
| 2022.  | Јапан Опен                  | Super 750              | Акане Јамагучи            | 9–21, 15–21                  | Другопласирана |
| 2022.  | Аустралијан Опен            | Super 300              | Грегорија Маришка Тунјунг | 21–17, 21–9                  | Побједница     |
| 2023.  | Малезија Опен               | Super 1000             | Акане Јамагучи            | 21–12, 19–21, 11–21          | Другопласирана |
| 2023   | Индија Опен                 | Super 750              | Акане Јамагучи            | 15–21, 21–16, 21–12          | Побједница     |
| 2023.  | Индонезија Мастерс          | Super 500              | Каролина Марин            | 18–21, 21–18, 21–13          | Побједница     |
| 2023.  | Џерман Опен                 | Super 300              | Акане Јамагучи            | 11–21, 14–21                 | Другопласирана |
| 2023   | Ол Ингланд Опен             | Super 1000             | Чен Јуфеј                 | 21–17, 10–21, 21–19          | Побједница     |
| 2023.  | Тајланд Опен                | Super 500              | Хе Бинђао                 | 21–10, 21–19                 | Побједница     |
| 2023.  | Сингапур Опен               | Super 750              | Акане Јамагучи            | 21–16, 21–14                 | Побједница     |
| 2023.  | Кореја Опен                 | Super 500              | Тај Цујинг                | 21–9, 21–15                  | Побједница     |
| 2023.  | Јапан Опен                  | Super 750              | Хе Бинђао                 | 21–15, 21–11                 | Побједница     |
| 2023.  | Чајна Опен                  | Super 1000             | Акане Јамагучи            | 21–10, 21–19                 | Побједница     |
| 2024.  | Малезија Опен               | Super 1000             | Тај Цујинг                | 10–21, 21–10, 21–18          | Побједница     |
| 2024.  | Френч Опен                  | Super 750              | Акане Јамагучи            | 18–21, 21–13, 21–10          | Побједница     |
| 2024.  | Сингапур Опен               | Super 750              | Чен Јуфеј                 | 21–19, 16–21, 21–12          | Побједница     |
| 2024.  | Индонезија Опен             | Super 1000             | Чен Јуфеј                 | 14–21, 21–14, 18–21          | Другопласирана |

## БВФ Међународни челенџ/серија (1 титула, 2 другопласирана)
Категорија жене појединачно
| Година | Турнир                       | Противница   | Бодови       | Резултат       |
| ------ | ---------------------------- | ------------ | ------------ | -------------- |
| 2018.  | Индонезија Интернашонал      | Шиори Сајто  | 12–21, 13–21 | Другопласирана |
| 2018.  | Ајриш Опен                   | Ким Гајун    | 26–24, 21–17 | Побједница     |
| 2019.  | Вијетнам Интернашонал Челенџ | Хирари Мизуј | 19–21, 11–21 | Другопласирана |

  Међународни челенџ у бадминтону турнир
  Међународне серије у бадминтону турнир
  Будуће серије у бадминтону турнир

## Рекорди против изабраних противника
Рекорди у односу на финалисте на крају године, полуфиналисте Свејтског првенства и четвртфиналисте Олимпијских игара. Тачно од Олимпијских игара у Паризу 2024. године.
| Такмичари    | Мечеви | Резултати | Резултати | Разлике у бодовима |
| Такмичари    | Мечеви | Побједа   | Губитак   | Разлике у бодовима |
| ------------ | ------ | --------- | --------- | ------------------ |
| Чен Јуфеј    | 21     | 9         | 12        | –3                 |
| Хе Бинђао    | 14     | 9         | 5         | +4                 |
| Ли Ксуруј    | 1      | 1         | 0         | +1                 |
| Џанг Јиман   | 2      | 2         | 0         | +2                 |
| Тај Цујинг   | 15     | 12        | 3         | +9                 |
| Јип Пуј Јин  | 1      | 1         | 0         | +1                 |
| Сајна Невал  | 2      | 1         | 1         | 0                  |
| П. В. Синдху | 7      | 7         | 0         | +7                 |

| Такмичење                 | Мечеви | Резултати | Резултати | Разлике |
| Такмичење                 | Мечеви | Побједа   | Губитак   | Разлике |
| ------------------------- | ------ | --------- | --------- | ------- |
| Грегорија Маришка Тунјунг | 8      | 8         | 0         | +8      |
| Аја Охори                 | 6      | 6         | 0         | +6      |
| Нозоми Окухара            | 3      | 3         | 0         | +3      |
| Акане Јамагучи            | 24     | 11        | 13        | –2      |
| Сунг Јихјун               | 5      | 2         | 3         | –1      |
| Каролина Марин            | 10     | 6         | 4         | +2      |
| Порнтип Буранапрасерцук   | 2      | 2         | 0         | +2      |
| Ратчанок Интанон          | 7      | 6         | 1         | +5      |

## Биљешке
1. ↑  Софтвер турнира није укључивао женски тимски догађај на Азијским играма 2022 резултати директног такмичења.[46]